# Барський Владислав Валерійович
Владислав Валерійович Барський (нар. 17 липня 1997, Миколаїв, Україна) — український футболіст, захисник херсонського «Кристалу».

## Життєпис
Владислав Барський народився 17 листопада 1997 року в Миколаєві. У ДЮФЛУ виступав з 2010 по 2011 рік у складі «Торпедо» (перший тренер — І. В. Дзеба), а в 2011—2014 роках — у РВУФК (Київ).
У 2014 році підписав свій перший професіональний контракт, з одеським «Чорноморцем». Проте в головні команді не грав, а виступав у «Чорноморці» U-19, в складі якого відіграв 35 поєдинків. Другу частину сезону 2015/16 років провів у стрийській «Скалі» U-19, де зіграв 8 матчів та відзначився 1 голом.
Сезон 2016/17 років розпочав у складі дебютанта другої ліги, миколаївському «Суднобудівнику». Дебютував за миколаївців 24 липня 2016 року в програному (0:2) виїзному поєдинку 1-го туру проти хмельницького «Поділля». Владислав вийшов на поле на 86-ій хвилині, замінивши капітана «Суднобудівника» Костянтина Чауса. 25 вересня 2016 року в програному (1:2) матчі 11-го туру проти «Балкан» відзначився автоголом (на 83-ій хвилині), через що миколаївський клуб втратив 1 очко. У тому поєдинку Владислав вийшов у стартовом складі та відіграв його до фінального свистка. Реабілітувався ж Барський 5 листопада 2016 року на 88-ій хвилині поєдинку 17-го туру проти горностаївського «Миру», завдяки його голу миколаївці завоювали одне очко (2:2). У футболці «Суднобудівника» зіграв 17 матчів, відзначився 1 голом та 1 автоголом.
Наприкінці лютого 2017 року підписав контракт з головною командою області, МФК «Миколаєвом». 26 квітня 2017 року був у заявці МФК «Миколаєва» на матч півфіналу Кубку України проти київського «Динамо», але на поле не виходив.

## Родина

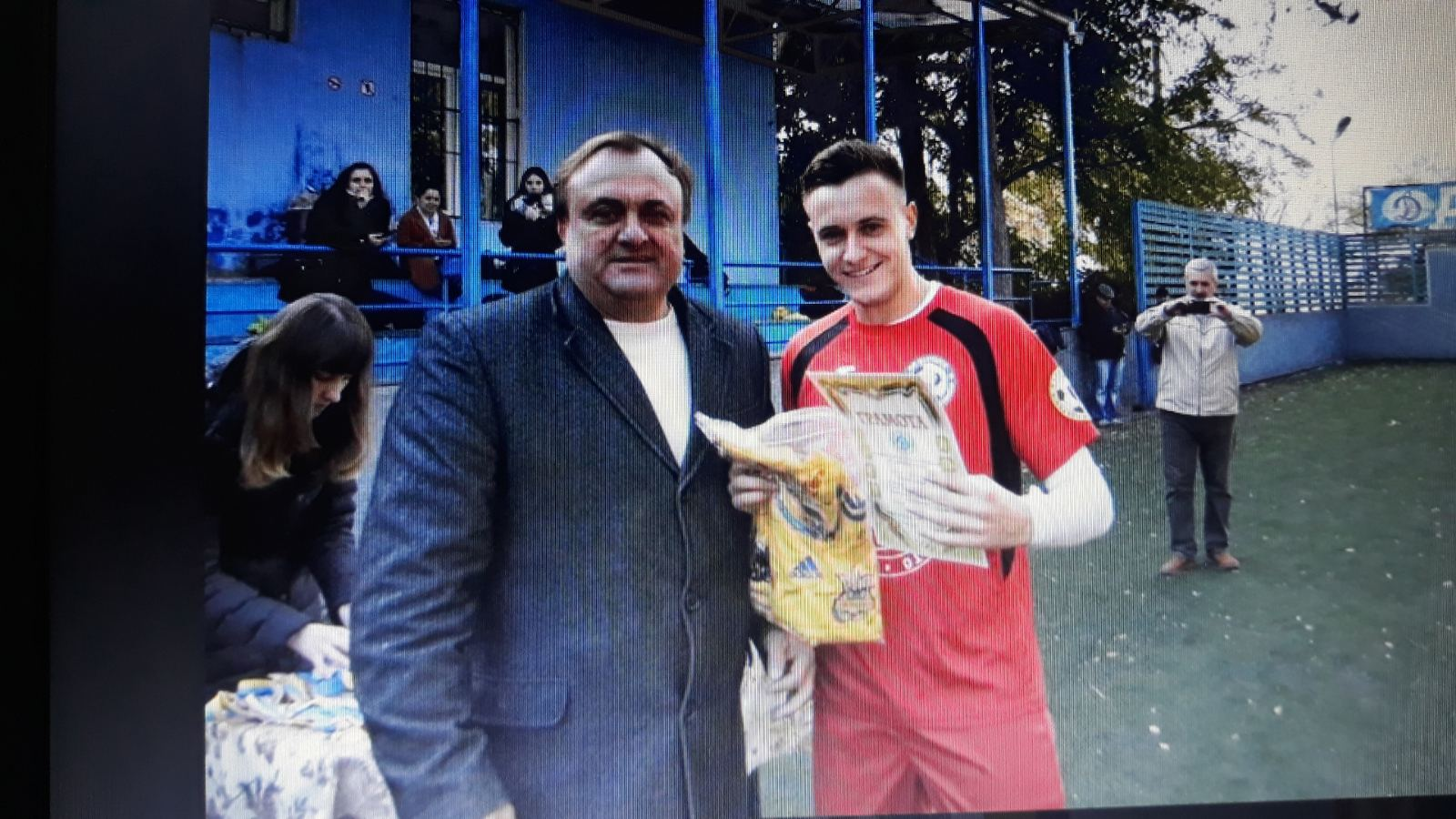
Владислав з батьком Валерієм Барським

Батько Владислава Валерій Барський — самбіст, дзюдоїст, майстер спорту міжнародного класу, заслужений тренер України, заслужений працівник фізичної культури і спорту України, перший заступник голови Миколаївської обласної організації «Динамо».